# Milán-San Remo 1952
La Milán-San Remo 1952 fue la 43.ª edición de la Milán-San Remo. La carrera se disputó el 19 de marzo de 1952, siendo el vencedor final el Italiano Loretto Petrucci, que se impuso en el sprint a sus 14 compañeros de fuga.
196 ciclistas tomaron parte, de los cuales concluyeron 115.

## Clasificación final
| Posición | Ciclista           | Equipo              | Tiempo     |
| -------- | ------------------ | ------------------- | ---------- |
| 1        | Loretto Petrucci   | Bianchi-Pirelli     | 7h 22' 07" |
| 2        | Giuseppe Minardi   | Legnano             | m. t.      |
| 3        | Serge Blusson      | Stella-Huret-Dunlop | m. t.      |
| 4        | Raphaël Géminiani  | Metropole           | m. t.      |
| 5        | Rodolfo Falzoni    | Guerra              | m. t.      |
| 6        | Vittorio Seghezzi  | Welter              | m. t.      |
| 7        | Fritz Schaer       | Garin-Wolber        | m. t.      |
| 8        | Jean Robic         | Colomb              | m. t.      |
| 9        | Giovanni Pettinati | Benotto             | m. t.      |
| 10       | Rinaldo Moresco    | Arbos               | m. t.      |